# Лъже-Дмитрий I
Лъже-Дмитрий I (на руски: Лжедмитрий I) е цар на Русия в продължение на няколко месеца през 1605 – 1606 г. Той е един от тримата претенденти за трона, представящи се за Дмитрий Иванович, най-малкия син на Иван IV Грозни (вижте Лъже-Дмитрий), за когото се смята, че умира през 1591 година.

## Претендент за трона
Според някои сведения истинското име на Лъже-Дмитрий I е Юрий Отрепиев, приел монашеското име Григорий. Докато е на служба при патриарх Йов в Москва той твърди, че е синът на Иван Грозни. Когато цар Борис Годунов нарежда да го задържат и разпитат, той бяга при литовските магнати Адам и Михал Вишньовецки. Заедно с други благородници от Жечпосполита, те решават да подкрепят претенциите му към руския трон. През март 1604 година Лъже-Дмитрий посещава двора на крал Зигмунт III в Краков и получава неговата подкрепа, макар и без обещания за реална помощ. Освен това той приема католицизма и убеждава папския нунций Рангони да го подкрепи.
Магнатите, подкрепящи Лъже-Дмитрий, му дават около 3500 души от личните си армии и през юни той потегля към Русия. Към него се присъединяват и много противници на Борис Годунов, главно казаци. Той успява да превземе Чернигов, Путивъл, Севск и Курск, но след това армията му е разбита. Лъже-Дмитрий изпада в тежко положение, но на 13 април 1605 година Борис Годунов умира внезапно. Много руски военни части започват да преминават на страната на Лъже-Дмитрий, а на 1 юни московските боляри отстраняват и затварят цар Фьодор II Годунов, който по-късно е убит. На 20 юни Лъже-Дмитрий влиза триумфално в Москва и на следващия ден е коронясан за цар под името Дмитрий Иванович. Лъже-Дмитрий е признат от Мария Нагая, последната съпруга на Иван Грозни, за неин син.

## Управление
Още с идването си на власт той започва да се държи ексцентрично, като се обявява за император и добавя към името си прозвището „Непобедими“. Той планира създаването на голяма коалиция от Свещената Римска империя, папата, Венеция, Жечпосполита и Русия, насочена срещу Османската империя.
Поведението на Лъже-Дмитрий предизвиква неодобрението на болярите, начело с Василий Шуйски. Те го обвиняват в содомия и разпространяване на полските обичаи и католицизма. Срещу него се настройват и гражданите на Москва, за което принос имат и изстъпленията на полската му гвардия. Тези настроения особено се изострят, след като на 8 май 1606 г. Лъже-Дмитрий се жени в Москва за полската благородничка Марина Мнишех, без тя да приеме православието. На 17 май сутринта войници на болярите и тълпа от граждани нападат Московския Кремъл. Лъже-Дмитрий прави опит да избяга, но чупи крака си и е застрелян. Тялото му е изложено на показ, а след това е изгорено и пепелта е изстреляна с оръдие в посока към Полша. Цар на Русия става Василий Шуйски.